# San José del Potrero
San José del Potrero is een gemeente (gemeentecode 0315)  in het departement Comayagua in Honduras.
De gemeente ligt ten zuiden van de rivier Sulaco. De hoofdplaats ligt tussen de beken El Suyapillo, Quebrada Honda en La Peñita.

## Bevolking
De bevolking is als volgt verdeeld:
| Vrouwen | 3313 | 47,2% |
| Mannen  | 3705 | 52,8% |

## Dorpen
De gemeente bestaat uit acht dorpen (aldea), waarvan de grootste qua inwoneraantal: San José del Potrero (code 031501), Minas de Plata (031503), Potreritos (031505) en Quezalapa (031506).